# Tour de Ruanda
El Tour de Ruanda (oficialmente: Tour of Rwanda) es una carrera ciclista por etapas disputada en Ruanda, a finales del mes de febrero. 
Se comenzó a disputar en 2005 como amateur aunque no empezó a ser profesional hasta 2009 formando del UCI Africa Tour, dentro de la categoría 2.2. Sin embargo, a partir de 2019 la carrera ascendió a la categoría 2.1.
Tiene un trazado meramente rompepiernas y de media montaña. Debido al bajo nivel de la carrera al no haber muchos equipos ciclistas africanos y a que los equipos europeos ya han acabado la temporada la mayoría de equipos son selecciones de países de África.

## Historia
Creada en 2005 las ediciones amateurs, entre 2005 y 2008, fueron dominadas por ruandeses y kenyatas. Lo mismo ocurrió con las primeras ediciones profesionales desde 2009 que fueron dominadas por países concretos: así la primera de 8 etapas fue dominada por los ciclistas marroquíes (6 victorias de etapa, general, más otros 4 en el top-ten); la segunda de 9 etapas fue dominada por los eritreos (3 victorias de etapa, general, más otros 4 en el top-ten); la tercera de 8 etapas por los estadounidenses (5 victorias de etapa, más 2 en los dos primeros puestos). Curiosamente en todas las ediciones profesionales los dos primeros han sido de la misma nacionalidad.

## Palmarés
| Año                               | Ganador                 | Segundo               | Tercero                     |
| --------------------------------- | ----------------------- | --------------------- | --------------------------- |
| 1988                              | Celestin N'Dengeyingoma |                       |                             |
| 1989                              | Omar Masumbuko          |                       | Pierre Bukuru               |
| 1990                              | Faustin M'Parabanyi     |                       |                             |
| 1991-2000 ediciones no realizadas |                         |                       |                             |
| 2001                              | Bernard N'Sengiyumva    |                       |                             |
| 2002                              | Abraham Ruhumuriza      |                       |                             |
| 2003                              | Abraham Ruhumuriza      |                       |                             |
| 2004                              | Abraham Ruhumuriza      |                       |                             |
| 2005                              | Abraham Ruhumuriza      |                       |                             |
| 2006                              | Peter Kamau             | Kiman Davidson        |                             |
| 2007                              | Abraham Ruhumuriza      | Nyandwi Uwase         | Nathan Byukusenge           |
| 2008                              | Adrien Niyonshuti       | Nathan Byukusenge     | Godfrey Gahemba             |
| 2009                              | Adil Jelloul            | Abdelatif Saadoune    | Adrien Niyonshuti           |
| 2010                              | Daniel Teklehaimanot    | Natnael Berhane       | Reinardt Janse van Rensburg |
| 2011                              | Kiel Reijnen            | Joey Rosskopf         | Dylan Girdlestone           |
| 2012                              | Darren Lill             | Dylan Girdlestone     | John Njoroge                |
| 2013                              | Dylan Girdlestone       | Louis Meintjes        | Metkel Eyob                 |
| 2014                              | Valens Ndayisenga       | Jean-Bosco Nsengimana | Aron Debretsion             |
| 2015                              | Jean-Bosco Nsengimana   | Joseph Areruya        | Camera Hakuzimana           |
| 2016                              | Valens Ndayisenga       | Metkel Eyob           | Tesfom Okubamariam          |
| 2017                              | Joseph Areruya          | Metkel Eyob           | Suleiman Kangangi           |
| 2018                              | Samuel Mugisha          | Jean-Claude Uwizeye   | Mulu Hailemichael           |
| 2019                              | Merhawi Kudus           | Rein Taaramäe         | Matteo Badilatti            |
| 2020                              | Natnael Tesfatsion      | Moïse Mugisha         | Patrick Schelling           |
| 2021                              | Cristián Rodríguez      | James Piccoli         | Alex Hoehn                  |
| 2022                              | Natnael Tesfatsion      | Anatoliy Budyak       | Jesse Ewart                 |
| 2023                              | Henok Mulubrhan         | Walter Calzoni        | William Junior Lecerf       |
| 2024                              | Joseph Blackmore        | Ilkhan Dostiyev       | Jhonatan Restrepo           |
| 2025                              | Fabien Doubey           | Henok Mulubrhan       | Oliver Mattheis             |

Nota: Las ediciones desde 1998 hasta 2008, fueron amateur

## Palmarés por países
| País           | Victorias |
| -------------- | --------- |
| Ruanda         | 15        |
| Eritrea        | 5         |
| Sudáfrica      | 2         |
| Marruecos      | 1         |
| Estados Unidos | 1         |
| Kenia          | 1         |
| España         | 1         |
| Reino Unido    | 1         |
| Francia        | 1         |